# 중국의 해외 검열
중국의 해외 검열은 중화인민공화국 정부 (중국공산당; CCP)의 치외법권적 검열, 즉 중국 국경 밖에서 이루어지는 검열을 말한다. 이 검열은 중국인 재외국민과 외국인 집단 모두에게 적용될 수 있다. 검열된 민감한 주제로는 대만 문제, 티베트 인권, 신장 수용소, 중국의 위구르족 박해, 1989년 천안문 사건, 2019년~2020년 홍콩 시위, 중국 대륙의 코로나19 범유행, 중국공산당 정부의 코로나19 범유행 대응, 파룬궁 박해, 그리고 인권 및 중국의 민주주의와 관련된 보다 일반적인 문제들이 있다.
중국 대륙에서 사업을 하고자 하는 외국 기업들은 자기 검열을 하는데, 이는 중국의 시장 규모와 거대한 소비자 기반을 고려할 때 점점 더 커지는 현상이다. 중국 정권과 중국 소비자들을 불쾌하게 하는 것을 피하려는 기업들은 자기 검열을 하고 있으며, 정권을 불쾌하게 한 직원에 대한 징계도 이뤄졌다. 중국 정권의 압력을 받을 때, 일부 기업은 정권의 정책을 지지하는 사과나 성명을 발표하기도 했다.
중국공산당 정부는 우마오당 요원들에게 돈을 지불하고 "소분홍" 민족주의 네티즌들이 중국 문제에 대한 자국의 입장에 대한 어떠한 반대 의견에도 맞서 싸우도록 장려한다. 여기에는 시위대에 대한 외국의 지지나 분리주의 운동으로 간주되는 것에 반대하는 것이 포함되며, 1990년대부터 시작된 "애국주의 교육 캠페인"은 외세의 위험과 외부 세력에 의한 "백년국치"를 강조한다.
해외 서비스에 대한 검열은 위챗과 틱톡과 같은 중국 기반 기업들에 의해 이루어지기도 한다. 해외에 거주하는 중국 시민들뿐만 아니라 중국에 거주하는 가족들도 중국 정부나 그 정책에 비판적인 발언을 할 경우 고용, 교육, 연금 및 사업 기회에 대한 위협을 받았다. 외국 정부와 조직의 제한적인 반발로 인해, 이러한 문제들은 다른 국가에서 자기 검열, 강제된 발언 및 위축 효과에 대한 우려를 증대시켰다.

## 검열된 주제
"세 개의 T와 두 개의 C"
- 티베트 (티베트 인권, 중앙 티베트 행정부 및 달라이 라마 포함)
- 1989년 천안문 사건
- 대만 (대만 독립운동, 일변일국 원칙 및 하나의 중국 정책에 대한 기타 도전 포함)
- 컬트 (중국공산당의 파룬궁에 대한 명칭)
- 중국공산당 비판 (중국 민주화 운동 포함)

전통적으로 중국에서 사업을 하려는 외국 기업들은 "세 개의 T와 두 개의 C"에 대한 언급을 피해야 했다: 티베트, 대만, 천안문 학살, 컬트 (중국공산당의 파룬궁에 대한 명칭), 그리고 중국 공산당에 대한 비판. 여기에는 중국 정부가 전복적인 티베트 "분리주의자"로 간주하며 외국 정부나 단체의 지지를 반대하는 달라이 라마와 같은 관련 주제도 포함되었다.
21세기 초, 기업들은 하나의 중국 정책 위반으로 웹사이트에 홍콩, 마카오, 대만을 중국의 일부로 포함하지 않는 것과 같은 중국과 관련된 더 넓은 범위의 문제에 대해 잠재적인 반발에 직면했다. 추가적인 민감한 주제는 다음과 같다: 현 중국공산당 중앙위원회 총서기 시진핑의 체중에 대한 언급, 뚱뚱한 어린이 캐릭터 곰돌이 푸와의 비교 포함, 대약진 운동과 문화대혁명, 남중국해 분쟁에서 중국 정부의 구단선 무시, 수용소 및 신장 위구르 자치구에서의 위구르족에 대한 기타 인권 침해, 2019년~2020년 홍콩 시위에 대한 지지 표명, 그리고 정부의 코로나19 범유행 검열 등이다.

## 학계
중국 정부가 해외, 특히 학계에서 비판자들을 침묵시키려 한다는 우려가 커지고 있다. 역사적으로 중국의 검열은 국내 국경 내에 국한되었지만, 2012년 중국공산당 중앙위원회 총서기로 시진핑이 등극한 이후, 해외, 특히 학계에서의 반대와 비판을 침묵시키는 데 초점이 확대되었다.
서방 대학에서 유학 중인 중국 학생들이 중국 공산당의 공식 입장과 일치하지 않는 견해를 표명하는 학자나 학생들을 검열하려 한 여러 사건들이 있었다. 여기에는 홍콩과 위구르족을 지지하는 시위를 벌이는 오클랜드 대학교와 퀸즐랜드 대학교 시위대에 대한 협박과 폭력, 홍콩과 대만을 별도의 국가로 명시하여 하나의 중국 정책을 따르지 않는 교재를 사용하는 강사에게 이의를 제기하는 것, 그리고 홍콩 민주화 운동을 지지하는 레논 벽을 철거하는 것 등이 있었다.
2019년, 브리즈번의 중국 총영사 쉬제(Xu Jie)는 2019년~2020년 홍콩 시위를 지지하는 시위를 조직했던 학생 드류 파블루에 의해 법적 절차에 직면했다. 파블루는 쉬제가 자신을 "반중 분리주의"로 비난함으로써 살해 위협을 선동했다고 주장했다. 법원은 외교특권을 근거로 소송을 기각했다. 파블루는 나중에 대학 교직원 및 학생에 대한 차별적 괴롭힘과 학대 혐의로 대학으로부터 2년간 정학 처분을 받았는데, 그는 이를 대학이 중국에 대한 긴밀한 관계와 중국 학생 등록금에 대한 의존도를 비판하는 것을 침묵시키기 위한 것이라고 주장했다.
영국 대학에서 중국 주제를 가르치는 학자들도 중국 공산당을 지지하지 않으면 입국을 거부당할 것이라고 중국 정부로부터 경고를 받았다. 중국 공산당에 대해 더 긍정적으로 발언하라는 경고를 무시한 교수들은 중국에서 현장 조사를 할 수 없도록 비자가 취소되었다.

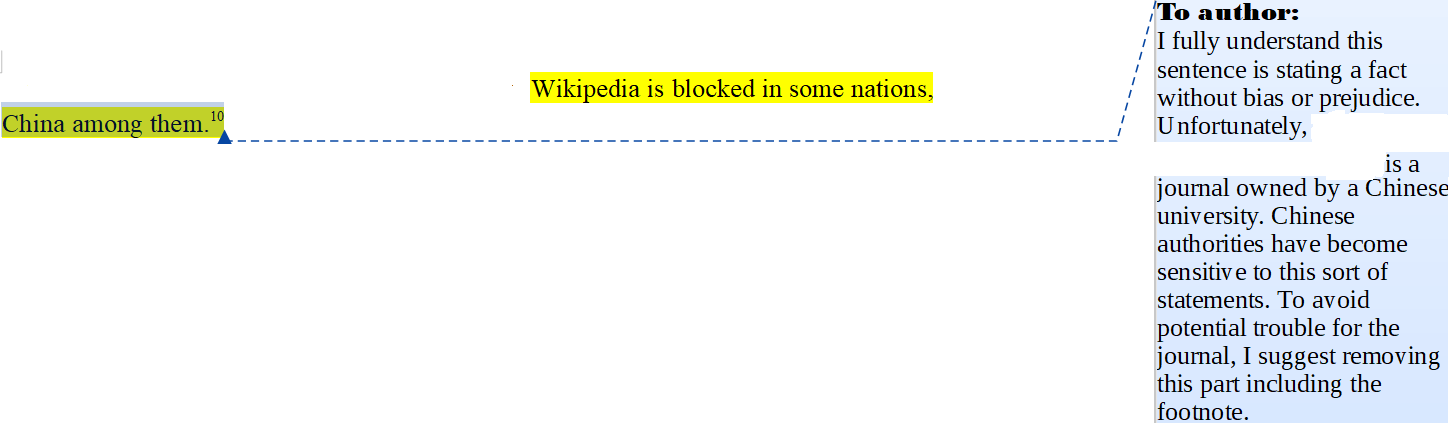
중국 국제 영어 학술지에서의 자기 검열: 편집자가 기사의 저자에게 중국 본토에서의 위키백과 차단에 대한 문장을 삭제하면 "당국과의 문제"가 발생할 수 있다고 요청한다.

미국 대학들은 중국 문제에 대해 자기 검열에 나섰는데, 여기에는 노스캐롤라이나 주립 대학교가 2009년 달라이 라마의 방문을 취소하고 메릴랜드 대학교 중국 학생 양슈핑(Yang Shuping)이 미국 민주주의와 자유의 "신선한 공기"를 칭찬하는 졸업 연설에 대한 가혹한 반응으로 사과한 것이 포함된다. 2019년 11월, 컬럼비아 대학교는 "중국 특색의 판옵티시즘: 중국 공산당의 인권 침해와 세계에 미치는 영향"이라는 중국 인권에 대한 패널 토론을 취소했다. 패널 주최자들은 대학이 부당한 영향력과 소란의 위협에 굴복하여 학문의 자유를 훼손했다고 비판했다.
2021년 3월, 영국 위구르 전문가 조안 스미스 핀리(Joanne Smith Finley)는 AP 통신에 신장 사태를 대량학살이라고 언급한 후 중국의 제재를 받았다.
2021년 7월, 100명 이상의 노벨상 수상자들이 미국국립과학원에 대만 노벨 화학상 수상자 리위안저를 초청했던 것을 철회하라고 압력을 가한 중국 정부를 비난하는 공개 성명을 발표했다.

### 공자학원
서방 대학 내 중국 정부 자금 지원 공자학원의 활동에 대한 우려가 제기되었다. 이 학원은 베이징 기반 한반이 정한 규칙에 따라 티베트, 천안문 광장, 대만 등 민감한 주제에 대한 논의를 금지하고 있다. 학원 학습 자료는 또한 대약진 운동과 문화대혁명과 같은 중국 공산당 통치 하의 인도주의적 재난 사례를 생략한다. 포린 폴리시는 공자학원을 "샹들리에 속 아나콘다"에 비유했다. 단순한 존재만으로도 직원과 학생들이 안전하게 논의할 수 있는 내용에 영향을 미쳐 자기 검열로 이어진다는 것이다. 미국 비판자로는 크리스토퍼 레이 FBI 국장과 정치인 세스 몰턴, 테드 크루즈, 마코 루비오 등이 있다.
휴먼 라이츠 워치는 공자학원이 중국 정부의 연장선상에 있으며 채용 결정 시 정치적 충성도를 우선시한다고 본다.
2014년 브라가 사건 이후 우려가 커졌다. 이 사건은 브라가에서 열린 한반 후원 European Association for Chinese Studies 2014년 회의 자료가 한반 총서기이자 공자학원 본부장인 쉬린의 명령으로 도난당하고 검열된 사건이었다. 쉬린은 대만 학술 기관에 대한 언급이 "중국 규정에 위배된다"는 이유로 삭제를 명령했고, 월스트리트 저널은 이를 "학문의 자유에 대한 괴롭힘 방식"이라고 묘사했다. 이 사건으로 인해 스톡홀름 대학교, 코펜하겐 비즈니스 스쿨, 슈투트가르트 미디어 대학교, 호엔하임 대학교, 리옹 대학교, 시카고 대학교, 펜실베이니아 대학교, 미시간 대학교, 맥마스터 대학교 등 여러 대학이 캠퍼스 내 공자학원을 금지했다. 토론토와 뉴사우스웨일스의 공립학교들도 이 프로그램에 대한 참여를 중단했다.
2019년, 퀸즐랜드 대학교의 중국 관련 4개 강좌가 지역 공자학원의 자금 지원을 받았다는 언론 보도가 나왔고, 대학 이사회는 2019년 5월 이러한 거래를 중단했다. 대학 부총장 피터 회이(Peter Høj)는 이전에 한반의 선임 컨설턴트였다.
몇몇 공자학원 계약에는 호스트 대학이 "교수 품질"에 대한 공자학원 본부의 지시를 따르도록 요구하는 조항이 포함되어 있어 외국 영향력과 학문의 자유에 대한 우려를 제기했다. 2020년, 멜버른 대학교와 퀸즐랜드 대학교는 외국 영향력에 대한 투명성을 요구하는 새로운 연방 정부 법률에 따라 교수 자율성을 보호하기 위해 계약을 재협상했다.

### 중국 학생 및 학자 협회
중국 학생 및 학자 협회 (CSSA)는 다양한 해외 대학 캠퍼스에 지부를 두고 있다. 전부는 아니지만 많은 협회들이 지역 중국 대사관으로부터 부분적으로 자금을 지원받고 보고한다. 협회의 목표 중 하나는 "조국을 사랑하는 것"이다. 지부들이 호스트 대학에 티베트, 중국 민주화 운동, 위구르족, 홍콩 시위, 파룬궁과 관련된 강연을 취소하도록 압력을 가한 역사가 있다. CSSA는 또한 해외 유학 중인 중국 학생들이 중국 정부를 비판하지 못하도록 압력을 가하는 것으로 밝혀졌다.
캐나다 맥마스터 대학교 지부는 2019년 위구르족 운동가 루키예 투르두시(Rukiye Turdush)의 연설에 대한 반대를 지역 중국 영사관과 조율하고 영상까지 보낸 것이 학생회 규칙 위반으로 드러나 동아리 자격이 취소되었다. 애들레이드 대학교 지부는 민주적 절차를 따르지 않아 등록이 취소되었다.

## 항공사
2018년, 중국민용항공총국은 44개 국제 항공사에 웹사이트에서 대만, 홍콩, 마카오를 별도의 국가로 언급하는 것을 중단하거나, "심각하게 신뢰할 수 없는" 것으로 분류되어 제재를 받을 위험이 있다는 내용의 서한을 보냈다. 미국 정부가 "오웰적 난센스"라고 비판했음에도 불구하고 모든 항공사가 이를 준수했다. 2020년, Taiwan News는 대만 중화민국 외교부가 22개 항공사에 변경 사항을 되돌리도록 설득했다고 보도했다.
| 항공사          | 날짜           | 세부 정보 |
| --------------- | -------------- | --- |
| 아메리칸 항공   | 2018년 7월     | 미국 항공사는 웹사이트에서 대만을 국가로 기재하는 것을 중단했다. |
| 델타 항공       | 2018년 7월     | 미국 항공사는 웹사이트에서 대만을 국가로 기재하는 것을 중단했다. |
| 콴타스 항공     | 2018년 6월 4일 | 호주 항공사는 중국의 요구에 따라 웹사이트에서 대만을 별도의 국가가 아닌 중국의 성(省)으로 기재할 것이라고 발표했다. 이전에 웹사이트에서 대만과 홍콩을 국가로 기재한 것은 "실수"였다고 언급한 바 있다. |
| 유나이티드 항공 | 2018년 7월     | 미국 항공사는 웹사이트에서 대만을 국가로 기재하는 것을 중단했다. |

## 영화 및 음악 산업
할리우드 제작자들은 일반적으로 2019년 기준 세계에서 두 번째로 큰 흥행 시장인 중국의 제한적이고 수익성 있는 영화 시장에 접근하기 위해 중국 정부의 검열 요구 사항을 준수하려고 한다. 서양 제작자들도 수익성 있는 국내 시장에 접근하고 재정 투자자들을 달래기 위해 중국 본토에서 검열과 반발을 야기할 수 있는 주제와 테마에 대해 자기 검열을 한다. 중국 라디오, 영화 및 텔레비전부에서 미국영화협회 회장 잭 발렌티에게 보낸 중국 영화 사무소 대상의 메모에는 레드 코너 (MGM/유나이티드 아티스트), 쿤둔 (디즈니), 티베트에서의 7년 (컬럼비아 트라이스타)을 제작한 할리우드 스튜디오와의 협력을 금지한다고 명시되어 있었다. 이 영화들은 "중국을 악랄하게 공격하고 중국인들의 감정을 상하게 한다… 온갖 노력을 했음에도 불구하고 이 세 미국 회사는 여전히 위 영화들을 밀어붙이고 있다… 중국의 국가적 총체적 이익을 보호하기 위해, 이 세 회사와의 모든 사업적 협력을 예외 없이 일시적으로 중단하기로 결정되었다"고 한다.
2020년, 미국 상원 재정위원회 국제 무역, 관세 및 세계 경쟁력 소위원회에서 "[[비관세 장벽|비관세 장벽으로서의 검열]]"에 대해 증언하면서 국제 티베트 캠페인 이사회 의장 리처드 기어는 경제적 이익 때문에 스튜디오들이 할리우드가 한때 다루었던 사회적, 정치적 문제를 피하게 된다고 말했다. "달라이 라마의 삶에 대한 마틴 스코세지의 <쿤둔>이나, 중국 법률 시스템을 강하게 비판하는 제 영화 <레드 코너>가 오늘날 만들어지는 것을 상상해 보세요. 그런 일은 없을 겁니다."
1997년 미국 영화 <레드 코너>는 중국의 사법 시스템을 좋지 않게 묘사했다는 이유로 중국에서 검열되었다. 주연 배우 리처드 기어는 이 영화가 "...티베트를 다루는 또 다른 각도"이며, 영화에서 티베트가 언급되지 않았음에도 불구하고 중국의 티베트 억압에 대한 정치적 성명이라고 주장했다. 중국 관리들은 영화의 스튜디오이자 배급사인 MGM을 방문하여 중국공산당 중앙위원회 총서기 장쩌민의 미국 방문 기간에 왜 이 영화를 개봉하는지 물었다. 기어는 티베트에 대한 자신의 정치적 활동과 달라이 라마와의 친분이 그의 영화 경력을 방해하고 그가 관련된 영화의 자금 조달, 제작 및 배급에 영향을 미친다고 주장한다.
2019년 워싱턴 포스트 기사는 할리우드가 영화 배급권을 얻기 위해 "당국이 도덕적 또는 정치적으로 불쾌하게 생각하는 내용을 피하려고 노력한다"고 언급했으며, 레드 던에서 영화 속 악당들을 중국이 아닌 북한 출신으로 변경한 것을 예시로 들었다. 2019년 드림웍스 애니메이션의 애니메이션 영화 스노우 몬스터에는 영화 속 남중국해 지도에 중국의 구단선이 포함되어 베트남, 말레이시아, 필리핀에서 중국의 주장에 이의를 제기하며 영화가 금지되었다. 2016년, 마블 엔터테인먼트는 영화 닥터 스트레인지에서 전통적으로 티베트인 캐릭터인 "에인션트 원"에 틸다 스윈튼을 캐스팅하기로 결정하여 비판을 받았다. 영화의 공동 작가인 C. 로버트 카길은 인터뷰에서 중국을 화나게 하지 않기 위해 이렇게 했다고 말했다.
에인션트 원은 매우 이상한 정치적 위치에 있는 세계 지역 출신의 인종차별적 고정관념이었다. 그는 티베트 출신이므로, 티베트가 존재하고 그가 티베트인임을 인정하면, 그것이 허튼소리라고 생각하는 10억 명의 사람들을 소외시킬 위험이 있으며, 중국 정부가 "세계에서 가장 영화를 많이 보는 국가 중 하나인 우리나라는 당신이 정치적으로 행동하기로 결정했기 때문에 당신의 영화를 상영하지 않을 것이다"라고 말할 위험이 있다.

할리우드 제작에 대한 중국 검열의 또 다른 영향은 미션 임파서블 3이 상하이에서 촬영된 장면들을 삭제한 경우였다. 이 장면들에는 "아파트 건물에서 빨랫줄에 널린 세탁물"이 있었는데, 중국 검열관들은 이것이 세계에 대한 중국의 낙후된 모습을 보여줄 수 있다고 생각하여 삭제를 요청했다. 인권 단체 펜 아메리카가 수행한 인터뷰에 따르면, 보헤미안 랩소디, 스타트렉 비욘드, 에이리언: 커버넌트, 클라우드 아틀라스에서 성소수자 내용이 중국 검열관들을 자극하지 않기 위해 삭제되었다. 2021년, 클로이 자오 감독의 오스카상 수상에 대한 중국 소셜 미디어 보도가 검열되었다. 자오의 이전 소셜 미디어 게시물이 중국에 비판적인 것으로 간주되었기 때문이다. 자오의 <노매드랜드>와 <이터널스> 개봉은 이전에 확정된 것으로 알려졌으나, 중국 내 극장 개봉이 승인되지 않았다.
티베트는 이전에는 <쿤둔>과 <티베트에서의 7년>을 비롯한 영화에서 다뤄지는 할리우드의 코즈 셀레브르였지만, 21세기에는 더 이상 그렇지 않다. 배우이자 저명한 티베트 지지자인 리처드 기어는 1993년 중국 공산당 정부를 비판하고, 1997년 중국의 법률 시스템을 비판하는 영화(<레드 코너>)에 출연하고, 베이징 2008년 하계 올림픽 보이콧을 촉구한 이후 주류 할리우드 영화에 참여할 수 없게 되었다고 말했다. 브래드 피트는 1997년부터 2014년까지 영화 티베트에서의 7년에 출연한 후 중국에서 입국이 금지되었다. 레이디 가가는 2016년 인디애나폴리스에서 열린 제84회 미국 시장 연례 총회에서 달라이 라마를 만난 후 중국에서 두 번째로 입국이 금지되었다. 그녀는 달라이 라마와 함께 친절의 힘과 세상을 더 자비로운 곳으로 만드는 방법에 대해 이야기했다. 중국공산당 중앙선전부는 이 만남을 비난하도록 국영 매체에 명령을 내렸다. 가가는 적대적인 외국 세력 목록에 추가되었고, 중국 웹사이트와 미디어 조직은 그녀의 노래 배포를 중단하라는 명령을 받았다. 중국에서는 2021년 <프렌즈: 더 리유니언> 스페셜에서 그녀의 출연이 삭제되었고, 2019년 오스카상 시상식 보도에서는 그녀의 이미지가 검게 가려졌다. 2022년 3월, 아이치이, 텐센트 비디오, 유쿠와 같은 중국의 주요 온라인 스트리밍 서비스들은 키아누 리브스가 달라이 라마와 관련된 비영리 단체인 티베트 하우스의 자선 콘서트에 가상으로 출연한 후 그의 대부분의 영화 목록을 삭제했다.
2021년 저스틴 린의 분노의 질주: 더 얼티메이트 홍보 투어 중, 존 시나는 대만을 "국가"라고 언급했다. 그는 이후 중국이 대만을 중국의 일부로 간주한다는 주장에 따라 소셜 미디어에 사과문을 게시해야 했다.
2020년 4월, 방콕의 중국 네티즌들은 하나의 중국 원칙에 의문을 제기하는 사람들을 비판했다. 이 발언은 태국 배우 와치라윗 치와아리가 홍콩을 "국가"로 묘사한 도시 풍경 트윗에 실수로 좋아요를 누른 것에 대한 반응으로 나왔다. 그는 이를 알아채자마자 즉시 이미지를 삭제했지만, 이 문제는 배우의 사과를 강요했다. 2017년, 그의 전 여자친구가 중국 의상을 입은 대만 소녀라고 자신을 칭하는 인스타그램 게시물을 공유한 것이 발견되었다. 이것이 "태국-중국 밈 전쟁"의 시작이었다. 중국 공산당이 통제하는 환구시보는 그의 쇼가 중국에서 역풍을 맞았다고 주장했다. 로이터 통신에 따르면, "밀크티 동맹"은 대만과 홍콩에서 풀뿌리 민주화 운동이 되었다. 2020년 6월 25일, 그의 소속사인 GMMTV의 모회사인 GMM 그래미는 변호사를 기술 범죄 부서에 보내 그에 대한 악의적인 메시지를 퍼뜨린 혐의로 소셜 미디어 사용자들을 상대로 소송을 제기했다.

## 비디오 게임
검열은 중국 게임의 전 세계 출시나 중국 플레이어에게 제공되는 비중국 게임에 영향을 미친다. 이는 중국 외 플레이어에게 제공되는 콘텐츠에 영향을 미친다. 예를 들어, 원신의 영어 버전 채팅에서는 욕설뿐만 아니라 대만, 티베트, 홍콩, 파룬궁, 스탈린, 히틀러, 푸틴과 같은 단어도 검열한다. 약 200개의 중국 게임에 대한 연구에 따르면, 18만 개 이상의 단어가 블랙리스트에 올랐다. 이 주제의 민감성 때문에 라이엇 게임즈, 일렉트로닉 아츠, 액티비전 블리자드, 유비소프트, GOG, 크래프톤 등 중국 외 많은 기업들도 이 문제에 대해 언급을 피하며, 중국 당국이나 비판자들을 불쾌하게 할 위험을 무릅쓰고 침묵을 선호하는 경향이 있다.

## 국제기구
중국은 하나의 중국 원칙 위반이라며 대만의 국제기구 참여에 강력히 반대하며, 대만은 "중화 타이베이" 또는 "대만, 중국"으로만 국제기구에 참여할 수 있다.
중화 타이베이는 원래 1980년대부터 올림픽에서 대만 팀이 사용할 이름으로 나고야 결의에 따라 합의되었다. 중국 공산당의 압력으로 대만은 국제 통화 기금에서는 "중국 대만 성", 세계은행에서는 "대만 지구"와 같은 다른 이름으로 국제기구에서 언급된다. 중국 공산당 정부는 또한 미스 월드, 미스 유니버스, 미스 어스를 포함한 국제 미인 대회에 대만 참가자들이 "미스 대만"이 아닌 "미스 중화 타이베이"라는 명칭으로만 참가하도록 압력을 가했다.
2020년 1월, 코로나바이러스 전염병이 중국 국경을 넘어 확산되고 국제 평론가들이 대만이 여러 유엔 기구에서 제외된 것을 비판하자, 국제민간항공기구(ICAO)는 대만을 회원국에서 제외한 것에 대한 온라인 비판에 직면한 후 국회 직원 및 워싱턴 D.C. 기반 분석가들의 계정을 포함하여 수많은 트위터 계정을 차단했다. ICAO와 그들의 트위터 계정은 모두 중국인들에 의해 운영되었다.
2020년 9월 23일, 위키미디어의 세계 지식 재산권 기구 공식 옵서버 지위 신청이 중국 정부에 의해 거부되었다. 중국 대표는 위키미디어 관련 웹페이지에서 "하나의 중국 원칙에 위배되는 많은 콘텐츠와 허위 정보"를 발견했으며, 위키미디어 대만 지부가 "국가의 주권과 영토 보전을 훼손할 수 있는 정치적 활동을 수행하고 있다"고 주장했다.

## 언론
중화인민공화국은 언론 자유를 제한하며, 시진핑은 2016년 국영 언론 매체에 중국 공산당이 "절대적인 충성"을 기대한다고 말했다. 홍콩에서는 불편한 언론인들이 표적 폭력, 체포, 공식 광고 철회 및 해고를 통해 은밀한 검열에 직면한다. 외국 언론인들도 그들의 기사가 쉽게 번역되어 전국적으로 공유될 수 있다는 점을 고려할 때 검열에 직면한다.
외국 언론인들은 그들의 업무에 대한 공식적인 간섭이 증가하고 있다고 보고했으며, 2016년 중국 외신 특파원 클럽(Foreign Correspondents' Club of China)의 조사에 따르면 98%가 보도 환경이 국제 기준에 미치지 못한다고 생각했다. 간섭에는 입국 비자 보류, 비밀 경찰의 괴롭힘 및 폭력, 기자회견 질문 사전 제출 요구 등이 포함된다. 언론인들은 또한 그들과 대화하는 현지 소식통들이 정부 관리들의 괴롭힘, 협박 또는 구금에 직면하여 언론인들과 협력하려는 의지가 감소하고 있다고 보고했다. 외국 언론인들은 또한 그들의 소식통을 알아내기 위해 중국으로부터 이메일 계정 해킹을 당하기도 한다.
2017년 결과는 폭력과 방해가 증가하고 있음을 보여주었다. BBC 기자 매튜 고다드(Matthew Goddard)는 촬영된 영상을 보여주기를 거부하자 폭행범들에게 주먹으로 맞고 장비를 훔치려 했다. 2017년에는 외국 언론인의 73%가 신장에서 보도가 제한되거나 금지되었다고 보고했는데, 이는 2016년의 42%에서 증가한 수치이다. 언론인들은 또한 중국 외교관들로부터 본사에 기사 삭제 압력이 더 많이 들어왔다고 보고했다.
신장 위구르족 대우 등 중국 공산당 정부에 불쾌한 기사를 작성한 외국 언론인들은 비자 발급이 거부되었다. 추방된 언론인으로는 르 누벨 옵세르바퇴르 기자 우르술라 고티에르, 2012년 알자지라 미디어 네트워크 기자 멜리사 찬, 2018년 버즈피드 중국 지부장 메가 라자고팔란, 그리고 2019년 AFP에 고용된 후 비자가 거부된 베서니 앨런-이브라히미안 등이 있다.
점점 증가하는 협박과 비자 거부 위협으로 인해 중국에서 활동하는 외국 언론인들은 점점 더 자기 검열을 하고 있다. 언론인들이 피하는 주제에는 신장, 티베트, 파룬궁이 포함된다. 그럼에도 불구하고 원자바오와 시진핑을 포함한 정치 엘리트들의 숨겨진 부와 같은 논란이 많은 기사들이 가끔 출판되고 있다.
중국 공산당 정부는 또한 국영 언론사에 외국 기자를 고용하고 뉴욕 타임스, 월스트리트 저널, 워싱턴 포스트, 데일리 텔레그래프 등 해외 신문에 공식적으로 승인된 "차이나 워치" 삽입물을 게재하는 비용을 지불함으로써 해외 여론에 영향을 미치려 하고 있다.
2021년 4월, 대만에 주재하는 스웨덴 언론인 요제 올손(Jojje Olsson)이 스웨덴 주재 중국 대사관으로부터 받은 일련의 협박 및 모욕적인 서한을 공개하면서 스웨덴과 중국 간 외교적 논란이 불거졌다.

## 외교 및 대외 관계
시진핑이 중화인민공화국의 외교를 장악한 이후, 정권은 중국이나 그 이익에 대해 말하는 것을 포함하여 국제 관계에서 "공격적인 자세"를 취했다. 뉴욕 타임스 칼럼니스트 니콜라스 크리스토프는 "시진핑은 자국 내 정보만 검열하려는 것이 아니라, 서방에서 우리의 논의까지 검열하려 한다"고 언급했다. 주요 예시로 베이징이 외국 정치인들이 개인적인 자격으로라도 달라이 라마와 만나는 것을 반대하는 방식이 있다. 그러나 그 반응은 관련된 정치 지도자와 국가에 따라 다르다.

### 오스트레일리아
2019년 11월까지 중국 공산당은 중국 공산당의 호주 정치 개입과 열악한 인권 기록을 비판한 호주 정치인 앤드류 해스티와 제임스 패터슨에게 여행 비자 발급을 거부했다. 중국 대사관은 두 사람이 입국하려면 "회개"해야 한다고 밝혔지만, 해스티와 패터슨은 이를 거부했다.

### 캐나다
2015년, 중국 공산당은 당시 중국계 캐나다 정치인 리처드 리를 캐나다 정치에 대한 중국의 개입에 대해 발언했다는 이유로 "국가 안보를 위태롭게 했다"며 구금하고 추방했다.

### 체코

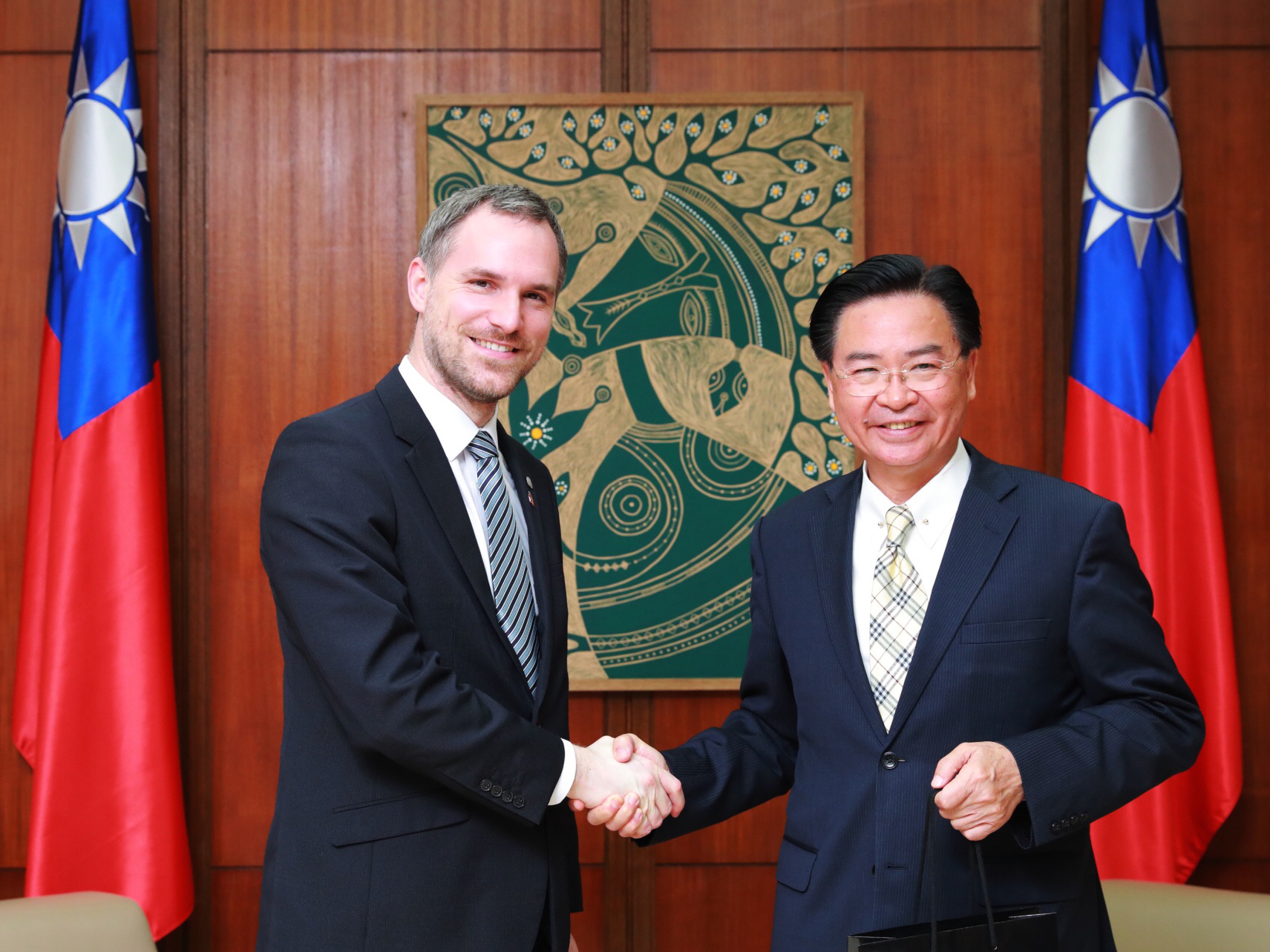
즈데네크 흐르지프 (왼쪽), 프라하 시장은 대만과의 공식 관계를 유지하기로 결정했다. 사진은 2019년 4월 1일 대만 장관 우자오셰 (오른쪽)와 함께 있는 모습이다.

프라하 시장이 된 직후, 즈데네크 흐르지프는 외국 외교관 회의를 주최했고, 중국 대사로부터 대만 대표를 추방하라는 요청을 받았다. 그는 이를 거부했다. 중국은 이전 시장이 베이징을 프라하의 자매 도시로 만들기로 합의했을 때 프라하가 이미 하나의 중국 정책에 동의했다고 지적했다. 흐르지프가 합의 재협상을 요청하자 중국은 연락을 끊고, 서신이나 이메일에 답장하지 않으며, 프라하 축구 클럽에 대한 자금 지원을 보류하겠다고 위협하고, 프라하 심포니 오케스트라의 중국 투어를 일방적으로 취소했는데, 흐르지프는 이러한 움직임을 "괴롭힘"이라고 묘사했다. 2020년 1월, 흐르지프는 베이징과의 프라하 시 대 시 협정을 종료하고 대신 타이베이와 새로운 협정을 맺었다. 체코 상원 의원 야로슬라프 쿠베라가 대만 방문 계획을 발표하자 중국은 "쿠베라 의장과 함께 대만을 방문하는 체코 기업들은 중국이나 중국 인민의 환영을 받지 못할 것"이라고 발표했다. 이 위협을 받은 직후 쿠베라는 심장마비로 사망했다.

### 유럽 연합
2021년, 중국은 유럽 연합의 유럽 의회 의원 5명과 인권 및 안보 위원회 위원들에게 위구르족 탄압과 관련한 유럽 연합의 성명 및 조치에 대해 제재를 가했다.

### 독일
2016년, 독일 주재 중국 대사는 CDU 소속인 분데스타그 인권위원회 위원장 미하엘 브란트에게 티베트 인권 침해 폭로 작업과 관련하여 "엄청난 압력"을 가했다. 그는 나중에 "자기 검열은 불가능하다"고 말했다.
2019년 8월, 중국을 방문하기로 되어 있던 독일 분데스타그 대표단은 위구르족 소수민족의 열렬한 지지자인 녹색당 소속 마가레테 바우제 의원이 포함되어 있다는 이유로 모든 비자를 거부당했다. 그녀는 이를 "인권을 크고 분명하게 지지하는 의원들을 침묵시키려는 시도"라고 믿는다.

### 일본
2021년 6월, 중국은 스가 요시히데 일본 총리가 대만을 국가라고 언급한 후 외교적, 공개적 항의를 제기했다. 왕원빈 대변인에 따르면, "중국은 일본의 잘못된 발언에 강한 불만을 표명하며 일본에 엄중한 항의를 제기했다."

### 리투아니아
2021년 3월, 중국은 인권 관련 발언으로 리투아니아 의원 도빌레 샤칼리엔느를 블랙리스트에 올렸다.

### 뉴질랜드
제니 시플리는 뉴질랜드 총리를 지냈고, 정계를 떠난 후 2007년부터 2013년까지 6년간 중국건설은행 글로벌 이사회 이사로 재직했으며, 2019년 3월 31일까지 중국건설은행 뉴질랜드 지부 의장을 역임했다. 이는 제한된 발언이 아닌 강요된 발언의 사례일 수 있는데, 전 총리는 공산당 통제 신문인 인민일보에 "우리는 중국의 말을 경청하는 법을 배워야 한다"는 사설을 쓴 것으로 보인다. 이 사설에는 "중국이 제안한 일대일로 구상은 우리가 전 세계적으로 들었던 가장 위대한 아이디어 중 하나이다. 이는 미래 지향적인 아이디어이며, 제 생각에는 다음 경제 성장의 물결을 창출할 잠재력을 가지고 있다"는 등 현재 중국 외교 정책에 대한 강력한 지지 내용이 담겨 있었다. 시플리 여사는 나중에 해당 기사를 작성한 적이 없다고 부인했다."
2020년 5월, 현 외교부 장관 윈스턴 피터스의 중국 비판을 침묵시키려는 노력이 있었다. 뉴질랜드 헤럴드의 칼럼니스트 매튜 후튼(Matthew Hooton)은 피터스가 중국을 한 번 더 모욕하면 해고되어야 한다고 말했다.
2025년 7월, 뉴질랜드 주재 중국 대사관은 오클랜드 독에지 영화제에 서필리핀해에서 온 신선한 음식 배달 다큐멘터리 상영을 막으려 시도했다. 영화를 선전물이라고 비판하며 향후 상영 취소를 촉구하는 서한을 보낸 것이다. 이에 대해 독에지 총괄 매니저 레이첼 페만은 요청을 거부하고 모든 영화감독들을 기꺼이 지지한다고 밝혔다. 오클랜드 주재 중국 총영사관도 이 다큐멘터리가 허위 정보를 퍼뜨리고 필리핀의 해양 영유권을 주장하기 위한 정치적 도구로 사용된다고 주장하며 같은 요구를 반복했다. 이에 대해 뉴질랜드 외교 통상부는 표현의 자유에 대한 지지를 표명했고, 영화제는 상영을 진행했다.

### 스웨덴
2019년 11월 15일, 스웨덴 문화부 장관 아만다 린드는 중국 공산당 지도부의 뜻을 거슬러 구이 민하이에게 결석 상태에서 PEN 투콜스키 상을 수여했다. 중국 태생의 스웨덴 시민인 구이 민하이는 공산주의 중국을 비판하는 시를 발표했으며, 시진핑의 사생활에 대한 책을 준비 중이라고 알려졌고, 상하이에서 베이징으로 가는 기차에서 스웨덴 외교관들과 함께 중국 보안 요원들에게 체포되었다. 수상 후 스톡홀름 주재 중국 대사관은 린드 장관의 참석이 "심각한 실수"이며 "잘못된 행동은 나쁜 결과를 초래할 뿐"이라고 성명을 발표했다. 며칠 후 스웨덴 주재 중국 대사 구이 충유는 "스웨덴으로 여행을 계획했던 대규모 사업 대표단 두 곳이 여행을 취소했다"고 발표했다. 린드 여사는 이미 수상식에 참석할 경우 중국 입국이 금지될 것이라는 위협을 받은 바 있다. 그 달 말, 대사는 스웨덴 공영 라디오와의 인터뷰에서 "우리는 친구들에게는 좋은 와인을 대접하지만, 적들에게는 샷건을 준비하고 있다"고 말했다.

### 영국
2019년, 영국 주재 중국 대사는 영국 정치인들에게 "식민지적 사고방식"을 버리고 홍콩 시위나 남중국해 분쟁과 같은 문제에 대한 발언에 제한을 둘 것을 경고했다. 중국은 이후 영국이 홍콩 시위대를 지지했다는 이유로 상하이와 런던 증권 거래소 간의 주식 연결을 중단했다.

## 출판
케임브리지 대학교 출판부는 2017년 더 차이나 쿼터리에서 1989년 천안문 학살, 티베트, 신장, 홍콩, 문화대혁명과 같은 주제를 다룬 기사들을 삭제하여 중국 사업장이 폐쇄되는 것을 피하려 했다는 비판을 받았다. 브릴과 테일러 & 프랜시스에서도 검열 시도가 기록되었다. 스프링거 네이처 또한 중국 정치, 대만, 티베트, 인권 관련 기사 검열에 대한 중국의 요구를 수용했다. 2020년 8월, 스프링거 네이처는 대만 의사의 논문 출판을 거부했는데, 이는 공동 출판사인 원저우 의과대학의 요청에 따른 것으로, "대만" 뒤에 "중국"이라는 단어가 붙지 않았다는 이유였다. 스프링거 네이처는 저자에게 알리지 않고 기사를 삭제했으며, "전 세계 학술 공동체의 최선의 이익을 위하고 연구 발전에 필요하다"는 이유로 결정을 번복하기를 거부하고 정당화했다.
2017년, 호주 출판사 앨런 앤 언윈(Allen & Unwin)은 클라이브 해밀턴의 호주 내 중국 공산당 영향력 증가에 대한 책 조용한 침공 출판을 거부했는데, 이는 중국공산당 중앙통일전선공작부의 후원 하에 중국 정부나 그 현지 대리인들로부터 잠재적인 법적 조치를 우려했기 때문이었다.
중국 인쇄소를 이용하는 출판사들도 중국 내 판매용이 아닌 책이라도 현지 검열의 대상이 되어왔다. 특히 지도가 포함된 책은 엄격한 심사를 받는데, 빅토리아 대학교 출판부의 <남극에서의 천오백만 년>(Fifteen Million Years in Antarctica)이라는 책은 영어 용어인 "에베레스트산" 대신 중국어 equivalent인 "초모랑마산"을 사용하도록 요구받았다. 이로 인해 출판사들은 베트남과 같은 다른 국가의 인쇄소를 고려하게 되었다.
내부고발자 에드워드 스노든은 자신의 책 영원한 기록의 번역본에서 전체주의, 민주주의, 표현의 자유, 사생활에 대한 구절이 삭제된 것에 대해 중국 검열관들을 비판했다.

## 기술 기업
여러 미국 기술 기업들은 중국 정부 정책에 협력하는데, 여기에는 민감한 정보에 대한 접근을 제한하기 위해 만리방화벽 구축을 돕는 것과 같은 인터넷 검열이 포함된다. 야후!는 사용자 스다오의 개인 데이터를 중국 공산당 정부에 제공하여 스다오가 "해외 국가 기밀 누설" 혐의로 10년형을 선고받게 한 후 논란을 일으켰다. 2006년, 마이크로소프트, 구글, 야후!, 시스코 시스템즈는 중국 사업에 대한 의회 조사에 출석하여 검열 및 개인 정보 침해에 대한 협력으로 비판을 받았다. 대부분의 연구 개발 팀을 중국에 두고 있는 미국 화상 회의 회사 줌은 천안문 학살을 기념하는 줌 추모식을 개최한 미국 거주 사용자의 계정을 폐쇄했다.
중국 정부는 해외 개인 및 기업들에게 외국인의 비중국 대상 해외 통신을 포함하여 검열 모델에 협력하도록 압력을 가하고 있다.
텐센트 소유의 중국 기반 소셜 미디어 플랫폼인 위챗은 BBC에 의해 "사회 통제의 강력한 무기"로 묘사되었다. 위챗은 코로나바이러스 관련 메시지를 검열하는 것으로 알려져 있다. 시티즌 랩의 보고서에 따르면 텐센트는 외국인에 대한 감시에도 이 플랫폼을 사용한다.
2020년 12월, 위챗은 호주와 중국 간 외교 분쟁 중 스콧 모리슨 호주 총리의 게시물을 차단했다. 모리슨은 위챗 게시물에서 중국 외교관이 게시한 조작된 이미지를 비판하고 중국계 호주 공동체를 칭찬했다. 위챗은 "역사적 사실을 왜곡하고 대중을 혼란스럽게 하는 등 규정을 위반했다"는 이유로 해당 게시물을 차단했다고 주장했다.
2021년 6월 4일, 1989년 천안문 사건 32주년에 마이크로소프트의 빙 검색 엔진은 전 세계적으로 탱크맨 이미지와 동영상 검색을 검열했다. 마이크로소프트가 이 문제를 인정한 지 몇 시간 후, 검색 결과는 전 세계 다른 지역의 탱크 사진만 반환했다. 덕덕고와 야후!와 같이 마이크로소프트로부터 검색 결과를 라이선스하는 검색 엔진도 비슷한 문제에 직면했다. 마이크로소프트는 이 문제가 "우발적인 인적 오류" 때문이라고 말했다. 휴먼 라이츠 워치의 케네스 로스(Kenneth Roth) 국장은 실수라는 생각이 "믿기 어렵다"고 말했다. 전자 프런티어 재단의 시민 자유 담당 국장 데이비드 그린(David Greene)은 콘텐츠 조절이 완벽하게 이루어지는 것은 불가능하며 "엄청난 실수가 항상 발생한다"고 말했지만, 그는 더 나아가 "최악의 경우, 이는 강력한 국가의 요청에 따른 의도적인 억압이었다"고 덧붙였다.
애플은 중국 시장에 대한 정치적 검열이 다른 시장으로 확산되도록 허용했다.
2023년 럿거스 대학교 연구원들의 틱톡 연구에 따르면 "틱톡 콘텐츠가 중국 정부의 이익과 일치하는지에 따라 증폭되거나 억제될 가능성이 높다"는 것이 밝혀졌다. 이 연구에 대해 뉴욕 타임스는 "[틱톡이] 중국이 선전 도구로 사용한다는 증거가 이미 있다. 홍콩 시위나 티베트와 같이 중국 정부가 억압하려는 주제와 관련된 게시물은 플랫폼에서 이상하게 사라져 있다"고 언급했다.
2024년 8월, 럿거스 대학교 연구원들은 사용자 여정 데이터를 기반으로 한 새로운 보고서를 발표했다. 연구원들은 틱톡, 유튜브, 인스타그램에서 위구르, 신장, 티베트, 천안문이라는 네 가지 키워드를 검색한 결과, 틱톡의 알고리즘이 다른 두 앱에 비해 중국의 인권 침해와 관련된 긍정적, 중립적 또는 관련 없는 콘텐츠를 더 높은 비율로 표시한다는 사실을 발견했다. 연구원들은 또한 틱톡에 매일 3시간 이상을 보내는 사용자들은 비사용자들에 비해 중국의 인권 기록에 대해 훨씬 더 긍정적인 경향이 있다는 것을 발견했다. 틱톡은 NCRI의 연구를 일축했다.

## 스포츠
2019년, ESPN의 선임 뉴스 디렉터인 척 살리투로(Chuck Salituro)는 홍콩 시위대를 지지하는 대릴 모리의 트윗 논란을 다룰 때 중국이나 홍콩과 관련된 정치적 문제에 대한 논의를 금지하는 내부 메모를 직원들에게 보냈다. 2019년 10월, 휴스턴 로키츠 단장 대릴 모리는 "자유를 위한 투쟁, 홍콩과 함께"라는 슬로건이 담긴 자신의 트윗에 대해 사과했다. 이 사과는 휴스턴 주재 중국 총영사관이 팀에게 "즉시 실수를 바로잡으라"고 요구한 후에 나왔다. 모리의 삭제된 트윗 이후, 중국 국영 방송인 CCTV-5와 텐센트 이스포츠는 휴스턴 로키츠 경기의 방영과 라이브 스트리밍을 중단했다. 전미 농구 협회는 모리의 견해가 "중국의 많은 친구와 팬들에게 깊은 불쾌감을 주었으며 유감스럽다"고 인정했지만, NBA 커미셔너 애덤 실버는 그 트윗에 대해 사과하지 않았다.
2021년 10월, 중국 방송사이자 NBA 파트너인 텐센트는 보스턴 셀틱스 선수 에네스 칸터 프리덤이 트위터에서 티베트의 자유를 지지하는 발언을 한 후 셀틱스 경기를 차단했다. 그는 또한 소셜 미디어에서 중국 공산당 총서기 시진핑을 "독재자"라고 불렀다. 중국은 칸터 프리덤이 "인기를 쫓고 있다"고 비난했으며 "관심을 끌려고 한다"고 말했다.
2021년 르망 24시 자동차 경주에서 대만 팀은 주최측으로부터 대만 국기를 중화 타이베이 국기로 바꾸라는 요청을 받았다.

## 주목할 만한 사례
아래 표는 중국 외에서 정부, 회사 또는 기타 단체가 중국 관련 문제에 대해 검열하거나 검열당한 주목할 만한 사례들을 포함한다.

| 단체                       | 날짜             | 세부 정보 | |
| -------------------------- | ---------------- | --- | --- |
| 마이크로소프트             | 2006년 1월 4일   | 회사는 미국 기반 서버에 호스팅된 윈도우 라이브 스페이스 웹사이트에서 중국 언론인 자오징(Zhao Jing)의 블로그를 삭제했다. | |
| 나스닥                     | 2007년 2월       | 2007년 나스닥 중국 대표 로렌스 판(Laurence Pan)은 파룬궁과 관련된 언론사인 NTD TV의 거래소 접근과 관련하여 중국 국가 안보에 구금되어 심문을 받았다. 그 조직은 나중에 나스닥에 의해 접근이 거부되었다. | |
| 유텔샛                     | 2008년           | 미디어 회사는 "중국 정부에 좋은 제스처를 보여주기 위해" NTD TV의 신호를 끊었다. | |
| 베트남 정부                | 2011년 11월 11일 | 이 나라는 "통신망을 통한 불법 정보 전송" 혐의로 중국으로 라디오 메시지를 전송한 두 명의 파룬궁 활동가를 투옥했다. | |
| 빙                         | 2014년 2월 12일  | 검색 엔진은 미국 사용자들을 대상으로 간체자 검색 결과 중 "달라이 라마", "6월 4일 사건", 파룬궁, 반검열 도구 프리그게이트 등을 검열했다. | |
| 링크드인                   | 2014년 6월 4일   | 회사는 중국 정부에 의해 제한된 중국 사용자의 콘텐츠를 중국 외부 사용자에게 보이지 않도록 차단했다. | |
| 저우쯔위                   | 2016년 1월 16일  | 대만 출신 K-pop 가수 저우쯔위는 트와이스와 함께 중국 인터넷 사용자들의 지속적인 온라인 공격을 받은 후 대만 국기와 함께 사진이 찍힌 것에 대해 사과했다. | |
| 마이크로소프트             | 2016년 11월 22일 | 회사는 중국어 인공지능 기반 챗봇 샤오빙을 톈안먼 광장과 같은 민감한 주제에 대한 논의를 피하도록 프로그래밍했다. | |
| 애플                       | 2017년 1월 7일   | 회사는 중국 정부의 현지 규정 위반 조언에 따라 뉴욕 타임스 앱을 중국 앱 스토어에서 삭제했다. 이로 인해 회사는 온라인 옹호자들로부터 "중국 검열의 세계화"라는 비난을 받았다. | |
| 앨런 앤 언윈               | 2017년 11월 12일 | 호주 출판사는 클라이브 해밀턴의 호주 내 중국 공산당 영향력 증가에 대한 책 조용한 침공 출판을 거부했는데, 이는 중국 정부나 그 대리인들로부터 법적 조치를 우려했기 때문이었다. | |
| 메리어트 인터내셔널        | 2018년 1월 12일  | 호텔 체인은 직원이 소셜 미디어를 관리하며 티베트를 대만, 홍콩, 마카오와 함께 고객 설문지에 국가로 등재해 준 것에 대해 감사하는 트윗에 "좋아요"를 누른 후 사과문을 발표하고 중국 사이버 공간 관리국으로부터 중국 웹사이트와 예약 애플리케이션을 1주일간 폐쇄하라는 명령을 받았다. 상하이 시 관광국이 회사에 "책임자들을 심각하게 다루라"고 명령한 후, 회사는 직원을 해고했다. | |
| 메르세데스-벤츠            | 2018년 2월 7일   | 독일 자동차 제조업체는 중국에서 금지된 서비스인 인스타그램에 달라이 라마를 인용한 후 시나 웨이보에 "감정을 상하게 했다"며 사과문을 발표했다. 회사는 또한 독일 주재 중국 대사에게 공식 서한을 보내 "중국의 주권이나 영토 보전을 어떤 식으로든 의문을 제기하거나 도전할 의도가 전혀 없다"고 밝혔다. | |
| 갭                         | 2018년 5월 15일  | 회사는 캐나다에서 판매된 티셔츠에 대만, 티베트, 중국의 남중국해 영토 주장을 누락한 중국 지도가 그려진 사진이 유포된 후 사과했다. | |
| 레드 캔들 게임즈           | 2019년 2월 26일  | 레드 캔들 게임즈는 시진핑에 대한 좋지 않은 언급 때문에 평가 폭탄을 맞은 후 스팀에서 환원을 내렸다. | |
| 틱톡                       | 2019년 9월 25일  | 가디언은 틱톡 앱의 검열 지침이 천안문 광장, 티베트 독립, 파룬궁 언급 콘텐츠를 금지하고 있음을 밝혀냈다. 중국 정부의 소수민족 박해를 비판하거나 2019년~2020년 홍콩 시위를 언급하는 콘텐츠도 삭제된다. 앱의 베이징 기반 소유주인 바이트댄스는 유출된 검열 지침이 "오래되었다"며 여러 국가에 대한 현지화된 지침을 도입했다고 밝혔다. 앱에서 홍콩 관련 검색은 진행 중인 시위를 언급하는 콘텐츠를 찾지 못했다. 페이스북 창립자 마크 저커버그 또한 틱톡이 홍콩 시위 콘텐츠를 검열하는 것에 대해 "이것이 우리가 원하는 인터넷인가?"라고 질문하며 비판했다. | |
| 애플                       | 2019년 10월 2일  | 회사는 홍콩 시위대와 경찰의 위치에 대한 크라우드소싱 정보를 제공하는 HKmap.live 앱을 앱 스토어에서 금지했다. 이는 앱이 "사용자가 법 집행을 회피하도록 허용했기 때문"이라고 밝혔다. 같은 달, 애플은 쿼츠 앱이 2019년~2020년 홍콩 시위에 대한 보도로 인해 앱을 금지했다. | |
| 쉐라톤                     | 2019년 10월 3일  | 이 체인의 스톡홀름 호텔은 중국 대사의 압력으로 대만의 쌍십절 기념 행사를 취소했으며, 행사는 지역 박물관으로 옮겨졌다. | |
| 티파니                     | 2019년 10월 7일  | 보석 회사는 소셜 미디어 계정 중 하나에 한쪽 눈을 가린 여성의 사진을 삭제했는데, 이는 많은 중국 인터넷 사용자들이 홍콩 시위자가 한쪽 눈에 총을 맞은 이미지를 연상시킨다고 생각했기 때문이었다. | |
| 액티비전 블리자드          | 2019년 10월 8일  | 블리츠청 논란에서, 회사는 온라인 게임 토너먼트 우승자가 홍콩 시위를 지지하는 마스크를 쓰고 경기 후 인터뷰에서 "광복홍콩, 시대혁명"이라고 말한 후 상금을 철회했다. 이 회사는 텐센트가 부분적으로 소유하고 있다. 2020년 8월, 액티비전 블리자드는 콜 오브 듀티: 블랙 옵스 콜드 워 트레일러에서 1989년 천안문 사건 이미지를 삭제했다. | |
| 웰스 파고 센터, 필라델피아 | 2019년 10월 9일  | 센터 직원은 필라델피아 세븐티식서스와 광저우 롱라이언스 간의 프리시즌 경기에서 "자유 홍콩"을 외치는 팬들을 퇴장시켰다. | |
| 전미 농구 협회             | 2019년 10월 10일 | CNN 기자 크리스티나 맥팔레인(Christina Macfarlane)은 제임스 하든과 러셀 웨스트브룩 선수에게 NBA의 중국 비판 발언 검열 이후 앞으로 발언에 대해 다르게 생각할 것인지 물었을 때 제지당하고 마이크가 제거되었다. | |
| 크리스티앙 디오르          | 2019년 10월 17일 | 크리스티앙 디오르는 대학 프레젠테이션 중 대만을 포함하지 않은 지도를 전시한 것에 대해 시나 웨이보 계정에 공개 사과문을 발표했다. | |
| 마세라티                   | 2019년 10월 25일 | 마세라티는 지역 자동차 대리점에 대만 금마장과 모든 관계를 끊으라고 요청하며 "하나의 중국 원칙을 확고히 지지한다"고 밝혔다. | |
| 셔터스톡                   | 2019년 11월 6일  | 2019년 11월, 디 인터셉트는 셔터스톡이 중국 본토 사용자들을 대상으로 특정 검색 결과를 검열한다고 보도했다. 금지된 6가지 용어는 "시진핑 주석", "마오쩌둥 주석", "대만 국기", "독재자", "노란 우산", "중국 국기" 및 그 변형이었다. 180명의 직원(전체 인력의 5분의 1)이 검열에 반대하는 청원서에 서명하자, 회사 경영진 스탠 파블로프스키(Stan Pavlovsky)는 자기 검열에 반대하는 사람은 누구나 사임할 수 있다고 직원들에게 말했다. | |
| 위챗                       | 2019년 11월 25일 | 중국 기반 위챗이 홍콩 정치에 대해 소통하는 미국 사용자들을 검열하고 있다는 보고가 나왔다. | |
| DC 코믹스                  | 2019년 11월 27일 | DC 코믹스는 배트우먼이 "미래는 젊다"라는 문구 옆에서 화염병을 던지는 이미지가 홍콩 시위대에 동정적이라고 중국 본토 네티즌들로부터 비판을 받은 후 홍보용 배트맨 포스터를 삭제했다. | |
| 틱톡                       | 2019년 11월 28일 | 플랫폼은 미국 사용자 페로자 아지즈가 신장 수용소의 위구르족 학대를 위장한 메이크업 튜토리얼 비디오를 만들어 검열을 피하려 한 후 그녀를 차단한 것에 대해 사과했다. | |
| 콘데 나스트                | 2019년 12월 6일  | GQ 매거진은 시진핑을 웹사이트의 "워스트 드레서" 목록에서 삭제하고 다음과 같은 캡션을 달았다: "시진핑이 문제 삼아야 할 대상은 홍콩의 용감한 자유 투사들이 아니다. 그의 재단사다. 시는 대량 학살자 마오 주석으로부터 전체주의적 스타일 지침을 얻었고, 마오 주석은 공산당에 엄격하고 평범한 복장 규정을 강요했다." | |
| 아스널 FC                  | 2019년 12월 15일 | 아스널 축구선수 메수트 외질은 자신의 소셜 미디어 계정에 신장 수용소의 위구르족에 대한 중국의 처우와 이에 대한 무슬림 국가들의 침묵을 비난하는 시를 게시했다. 아스널은 나중에 이 발언과 거리를 두는 성명을 발표했다. 중국 국영 방송인 중국중앙텔레비전은 이틀 후 아스널과 맨체스터 시티 간의 경기를 일정에서 삭제하여 응답했다. | |
| 세계보건기구               | 2020년 3월 28일  | 선임 고문 브루스 아일워드는 홍콩라디오텔레비전 기자 이본 통이 대만이 세계보건기구에 가입할 수 있는지에 대한 질문을 들을 수 없다고 말하고, 다음 질문으로 넘어가라고 요청한 후 통이 이를 반복하자 인터뷰를 종료하여 비판을 받았다. 세계보건기구는 또한 코로나19 범유행과의 싸움에서 대만의 성공을 축소했다는 비판을 받았다. | |
| 유럽 연합                  | 2020년 4월 24일  | 이 기구는 코로나19 범유행의 중국 기원에 대한 언급을 검열하는 데 동의했고, 연구에 따르면 PRC를 불쾌하게 할 수 있는 민감한 주제에 대한 자가‑검열은 흔하다. | |
| 유튜브                     | 2020년 5월 26일  | 2019년 10월부터 共匪 (gòngfěi 또는 "공산 비적", 중국 국민당 정부 시절부터 사용된 모욕) 또는 五毛 (wǔmáo 또는 "우마오당", 국가 지원 논평가를 지칭)가 포함된 댓글이 15초 이내에 자동으로 삭제되었다는 보도가 나왔다. | |
| FK 라드니치키 니시         | 2020년 6월 10일  | 세르비아 수페르리가 축구 클럽은 하오 룬쩌의 아버지 하오하이둥이 중국공산당을 비판하고 연방 중국을 요구한 후 중국 정부의 압력으로 골 득점자 하오 룬쩌를 해고했다. | |
| 줌                         | 2020년 6월 12일  | 화상 회의 제공업체는 중국 인민공화국 정부의 불만 제기 이후 톈안먼 사건과 홍콩 시위를 논의하기 위한 회의를 예약한 미국 및 홍콩 기반 사용자들의 계정을 정지했으며, 향후 이러한 조치를 중국 본토 거주자에게 제한하려고 노력할 것이라고 확인했다. | |
| ANZ 은행                   | 2020년 7월 17일  | 은행은 싱가포르에 기반을 둔 글로벌 신용 책임자인 보가치 오즈데미르가 코로나19 범유행에 대해 중국을 비난하는 LinkedIn 게시물을 작성한 후 그와 거리를 두었다. 은행은 오즈데미르의 게시물이 "판단력 부족"을 보여준다는 성명을 발표했고, 이로 인해 그는 명예훼손 소송을 제기했다. | |
| 찰스 다윈 대학교           | 2020년 7월 29일  | 공학 교수 찰리 페어필드가 진행하는 지속 가능성 과정에서 "중국(우한) 코로나19 바이러스 발생"에 대한 역할극이 포함된 후, 여러 중국 학생들이 바이러스가 우한 이전에 유럽에서 발견되었다고 거짓 주장하며 그를 "인종차별과 증오"로 비난했다. 대학은 불쾌감을 유발한 것에 대해 사과하고, 재발하지 않도록 변경 조치를 취했다고 밝혔다. | |
| 뉴사우스웨일스 대학교      | 2020년 8월 5일   | 이 대학은 중국 학생들의 반발에 따라 홍콩의 인권을 제한하는 중국공산당에 대한 국제적 압력을 요구하는 한 학자의 소셜 미디어 게시물을 삭제했다. 대학은 삭제가 실수였으며 표현의 자유와 학문의 자유의 중요성을 강조하는 영어 사과문을 발표했다. 대학은 표현의 자유와 학문의 자유에 대한 언급을 생략하고, 대학이 어떤 정치적 입장도 취하지 않으며 발생한 문제에 대해 "당황했다"는 정반대의 메시지를 전달하는 것처럼 보이는 별도의 중국어 성명을 발표했다.                                                                                                | |
| CD 프로젝트                | 2020년 12월 16일 | CD 프로젝트는 타이완에서 개발된 게임 환원: 디보션을 GOG.com 플랫폼에 출시하지 않을 것이라고 발표했는데, 이는 시진핑에 대한 불쾌한 언급 때문이었다. | |
| NASA                       | 2021년 3월 31일  | 미국 우주국은 화성 관련 웹사이트의 드롭다운 메뉴에 "타이완"을 국가로 기재하여 중국에서 비판을 받았다. | |
| H&M, 나이키, 버버리        | 2021년 3월~4월   | 의류 브랜드들이 위구르족 강제 노동 문제로 인해 신장에서 면화 조달을 중단하겠다고 발표한 후, 중국에서 소셜 미디어 불매 운동, 현지 브랜드 홍보대사 철회, 매장 임대 계약 취소, 온라인 포털에서 삭제되는 등의 반발에 직면했다. 이로 인해 인디텍스와 같은 다른 회사들, 즉 자라의 소유주들은 웹사이트에서 반노예 성명을 삭제했다. H&M은 중국에서 "신뢰를 회복하기 위해 노력하고 있다"고 발표했고, 상하이 시 정부의 요구에 따라 온라인 "문제 지도"를 변경했다.                                                                                             | |
| 마이크로소프트             | 2021년 6월 4일   | 1989년 천안문 사건 32주년에, 탱크맨 이미지와 비디오 검색이 마이크로소프트의 빙 검색 엔진에서 전 세계적으로 검열되었다. | |
| 코닥                       | 2021년 7월       | 코닥은 사진작가가 위구르족 탄압 증가를 기록한 신장 지역의 이미지를 담은 인스타그램 게시물을 삭제하고, 그의 이미지를 이 지역의 "오웰식 디스토피아로의 급작스러운 하강"을 기록한 것이라고 설명했다. 베이징 지지자들의 소셜 미디어 반발에 따라 코닥은 해당 게시물을 삭제하고 사과했다. | |
| 애플                       | 2022년 8월       | 애플은 공급업체에 "대만산" 표기를 사용하지 말라고 경고했다. | |
| 마즈                       | 2022년 8월       | 마즈는 홍보 자료에서 타이완을 국가로 언급한 것에 대해 사과하고, 타이완에 대한 표현을 조정하겠다고 약속했다. | |
| Midjourney                 | 2023년 3월       | 2023년 3월, 미드저니의 CEO 데이비드 홀츠는 시진핑의 정치 풍자에 대해 미드저니가 차단되었으며, "중국인들이 이 기술을 사용할 수 있는 능력이 풍자를 생성하는 능력보다 더 중요하다"고 밝혔다. | |
| 불가리                     | 2023년 7월       | 2023년 7월, 불가리는 웹사이트에 타이완을 국가로 기재한 것에 대해 사과했다. | |
| 유니버시티 칼리지 런던     | 2024년 3월       | 2024년 3월, 유니버시티 칼리지 런던은 한 학과가 "상업적으로 실행 가능"하게 유지하기 위해 중국 관련 "도발적인" 현대 노예제 수업을 가르치는 것을 금지한 후 내부 조사를 시작했다. | |
| 틱톡                       | 2024년 6월       | 필리핀 기자의 서필리핀해 (남중국해) 취재 경험을 다룬 틱톡 영상이 게시 직후 음소거되어, 중국 기업 바이트댄스 소유의 틱톡이 중국 비판 콘텐츠를 검열한다는 추측을 불러일으켰고, 필리핀에서 앱 금지 요구가 일어났다. | |
| 국립 기메 동양 박물관      | 2024년 9월       | 2024년 9월, 기메 박물관은 중국 정부 용어인 "시짱 자치구"를 선호하여 카탈로그와 전시물에서 "티베트"라는 단어에 대한 모든 언급을 삭제했다. | |
| 케 브랑리 박물관           | 2024년 9월       | 2024년 9월 | 2024년 9월, 케 브랑리 박물관은 중국 정부 용어인 "시짱 자치구"를 선호하여 카탈로그와 전시물에서 "티베트"라는 단어에 대한 모든 언급을 삭제했다. |
| 마블 게임즈                | 2025년 1월       | 게임 내 채팅 기능에서 중국 위구르족 박해, 1989년 천안문 사건, 대만 독립, "자유 홍콩", 곰돌이 푸 등과 관련된 특정 문구들이 차단된다. | |
| Puregold                   | 2025년 3월 12일  | 퓨어골드 이사회는 다큐멘터리 영화 푸드 딜리버리를 시네파날로 영화제에서 철회시켰다. 이 영화는 남중국해에서 필리핀 어부들과 필리핀 해안 경비대 및 해군 인력의 어려움을 다룬다. 필리핀 감독 조합은 영화 철회를 검열이라고 불렀다. 이 영화는 나중에 2025년 6월 30일 뉴질랜드에서 닥에지 영화제의 일환으로 초연되었다. 7월 4일, 오클랜드 주재 중국 영사관은 영화제 주최측에 영화의 향후 상영을 중단해 달라고 요청했다. 이 요청은 받아들여지지 않았다.                                                                                                   | |

## 저항

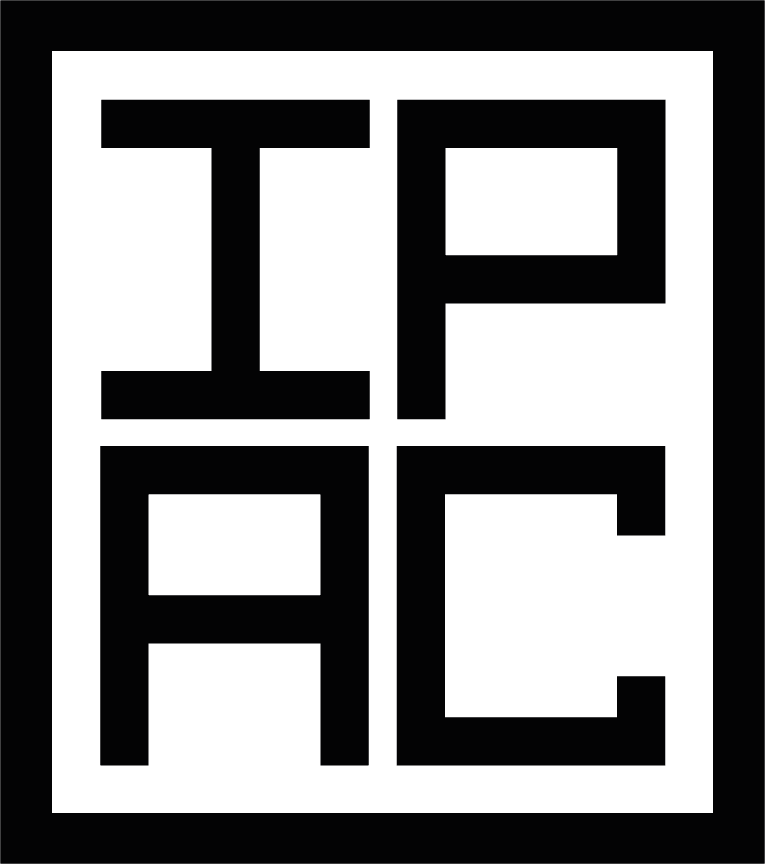
대중국 의회간 연합체는 개별 정치인들의 비판에 대한 중국 인민공화국의 보복 이후 2020년 해외 정치인들에 의해 설립되었다.

2010년, 구글은 중국의 검열 정책에 반대하여 결국 중국을 떠났다. 2017년까지 구글은 중국공산당이 승인한 검열된 검색 엔진인 드래건플라이 프로젝트를 계획하는 등 반대 입장을 철회했다. 이 프로젝트는 2019년에 중단되었다.
2019년, 코미디 센트럴의 애니메이션 시트콤 사우스 파크는 "Band in China" 에피소드를 공개했는데, 이 에피소드는 할리우드 제작자들이 중국 검열관에 맞추기 위한 자기 검열을 풍자하고 한 캐릭터가 "젠장 중국 정부!"라고 외치는 장면을 담고 있다. 이어서 쇼 제작자 트레이 파커와 맷 스톤은 조롱하는 사과문을 발표했는데, 이 사과문은 최근 논란이었던 NBA의 중국 정부 검열에 대한 굴복을 가볍게 다루기도 했다.
NBA처럼 우리도 중국 검열관을 우리의 집과 마음에 환영한다. 우리 역시 자유와 민주주의보다 돈을 더 사랑한다. 이번 수요일 10시에 우리의 300번째 에피소드를 시청하라! 위대한 중국공산당 만세. 가을 수수 수확이 풍성하기를. 이제 괜찮니 중국?

이 사건 이후 이 쇼는 중국 대륙에서 금지되었다. 홍콩 시위대는 도시 거리에서 이 에피소드를 상영했다. 음악가 제드는 사우스 파크의 트윗을 '좋아요' 한 후 중국에서 금지되었다.

### 정치
2020년 6월 4일, 8개 민주주의 국가의 정치인들은 중국 인민공화국과 중국공산당에 대한 우려, 특히 불리한 발언을 한 사람들을 검열하거나 처벌하려는 시도에 초점을 맞춘 국제적인 초당적 동맹인 대중국 의회간 연합체를 결성했다. 이 동맹은 영국 보수당의 전 대표인 이언 던컨 스미스가 의장을 맡고 있다.

### 밀크티 동맹
밀크티 동맹은 태국, 홍콩, 타이완의 네티즌들이 온라인에서 민주주의 연대를 이루는 운동을 의미한다. 밀크티 동맹은 중국 우마오당, 인터넷 수군, 소분홍 등의 댓글 부대와 민족주의적 평론가들이 소셜 미디어에서 증가하는 것에 대한 대응으로 부상했다. 밀크티는 동남아시아인들이 역사적으로 우유와 함께 차를 마시는 반면 중국 본토에서는 그렇지 않기 때문에 중국 인민공화국에 대한 반대 연대의 상징으로 사용된다.
"밀크티 동맹"이라는 명칭은 2020년 중국 민족주의 인터넷 평론가들이 태국 배우 브라이트가 홍콩을 "국가"로 언급한 트위터 이미지를 '좋아요'한 것을 비판하고 그의 TV 프로그램 불매 운동을 요구하면서 생겨났다. 타이완, 홍콩, 필리핀의 트위터 사용자들은 태국 사용자들과 함께 더 텔레그래프가 "드문 지역 연대의 순간"이라고 부른 움직임에 동참했다. 호주도 밀크티 동맹의 일원으로 제안되었지만, 밀크티와의 연관성이 희박하여 대신 분유 제품인 앱타밀이 호주를 대표하는 데 사용된다. 2020년 인도-중국 국경 분쟁 이후, 인도도 일부 동맹 구성에 포함되었으며, 마살라 차이가 인도의 대표적인 밀크티 종류로 사용된다.
OZY의 팔라비 문시는 밀크티 동맹을 "중국의 인터넷 트롤에 맞서 일어서는 아시아의 의용군"이라고 묘사했다.

## 같이 보기
- 중국의 검열
- 홍콩의 검열
- 기업의 검열
  - 애플에 의한 검열#중국
  - 시스코 시스템즈#중국에서의 검열
  - 구글에 의한 검열#중국
  - 마이크로소프트 비판#중국에서의 검열
  - 마이스페이스 비판#마이스페이스 차이나
  - NBA 비판 및 논란#2019년–2020년 홍콩 시위
  - 스카이프#중화인민공화국에서의 서비스
  - 야후! 비판#중화인민공화국에서의 활동